# Parafia Wniebowzięcia Najświętszej Maryi Panny i św. Józefa Rzemieślnika w Skidlu
Parafia Wniebowzięcia Najświętszej Maryi Panny i św. Józefa Rzemieślnika w Skidlu – rzymskokatolicka parafia w dekanacie Grodno-Wschód, diecezja grodzieńska.

## Historia
W 1870 r. książęta Czetwertyńscy wybudowali w Skidlu neogotycką prywatną kaplicę pw. Wniebowzięcia Najświętszej Maryi Panny (podziemia pełniły rolę książęcej krypty rodzinnej). Jest to prostokątna w planie świątynia z pięciościenną apsydą i jedyną zakrystią. Wejście główne flankowane dwoma okrągłymi wieżami-dzwonnicami. Kościół nakryty dwuspadowym blaszanym dachem. Wnętrze świątyni przykryte sklepieniem gwiaździstym w stylu neogotyckim. W ołtarzu głównym mieści się tytułowy obraz Wniebowzięcia NMP, namalowany w 1991 r.

W Miesięczniku Sodalicyj Mariańskich z kwietnia 1935 r. został opublikowany fragment listu maturzysty-sodalisa z Grodna, który tak wspomina rekolekcje w kaplicy: 
"Zaraz po maturze nasz nieoceniony ks. Plater urządził dla nas prześliczne rekolekcje w Skidlu, majątku książąt Czetwertyńskich... Jest to jedno ze wspaniałych moich wrażeń duchowych... Urocza kapliczka w lesie, ze wszystkich prawie stron oblana wodą, odcięta od miasteczka i od majątku.
Miejscowość jak wymarzona do rozmyślań, zaciszna, cienista, dająca możność dalekich przechadzek zupełnie samotnych. Wszystko to stworzyło warunki zewnętrzne doskonałe.
..długo modliliśmy się w mrocznym kościółku, oświetleni jedynie nikłym płomykiem wiecznej lampki.." 
W czasach późniejszych kaplica została przyłączona do parafii w Kaszubińcach. Po II wojnie światowej budynek pełnił funkcję magazynu.
W 1991 r. budynek świątyni powrócił do parafian, o czym świadczy tablica pamiątkowa pod chórami. W 1993 r. w odbudowanej świątyni odbyła się pierwsza uroczysta msza św. 
Z biegiem czasu, wskutek stale rosnącej liczby mieszkańców Skidla, zabytkowa kaplica nie była w stanie zmieścić przybywających wiernych. Inicjatorem wzniesienia nowej świątyni był pierwszy proboszcz parafii ks. Adam Rudnicki. Kamień węgielny pod budowę kościoła został poświęcony przez papieża Jana Pawła II 22 maja 1995 r. w Soczewie w Polsce. 
Fundament przyszłego kościoła i dzwon zostały poświęcone 1 maja 1997 r. przez biskupa grodzieńskiego Aleksandra Kaszkiewicza (w tym dniu ksiądz biskup odprawił pierwszą Mszę św. w tymczasowej kaplicy). Od stycznia 1999 r. proboszczem parafii został ks. Cezary Mich, który kontynuował budowę. Pierwsze nabożeństwo odbyło się w niedobudowanej jeszcze świątyni 1 maja 2000 r. A 1 maja 2004 r. ks. bp Aleksander Kaszkiewicz uroczyście konsekrował kościół pw. św. Józefa Rzemieślnika. W ten sposób, parafia w Skidlu ma podwójne wezwanie – Wniebowzięcia Najświętszej Maryi Panny i św. Józefa Rzemieślnika.
Nowy kościół ma plan rombu, przykryty jest dwuspadową dachówką, do ściany ołtarzowej dobudowano piętrową plebanię. Wejście główne do świątyni poznaczone wieżą-dzwonnicą, którą tworzą dwa potężne pylony. Wieża uwieńczona jest figurową neobarokową iglicą.
Ogromna przestrzeń kościoła przykryta płaskim podszywanym sufitem z niedużymi przechyłami w stronę kątów. Na ścianie ołtarzowej mieści się rzeźbiony Krucyfiks. Bardzo ciekawie zostało wykonane z mosiądzu udekorowanie tabernakulum i ołtarza winogronowymi kiściami. Nad wejściem znajduje się balkon chórów organowych.
W latach 1999–2001 proboszczowi w parafii pomagały siostry nazaretanki, a w latach 2002-2004 – bezhabitowe siostry sercanki.
19 października 2010 r. do kościoła św. Józefa Rzemieślnika wprowadzone zostały relikwie beatyfikowanego w czerwcu tegoż roku męczennika bł. ks. Jerzego Popiełuszki.

## Proboszczowie
- ks. Adam Rudnicki (do 1998 r.)
- ks. kan. Cezary Mich (od stycznia 1999 r.)

## Bibliografia

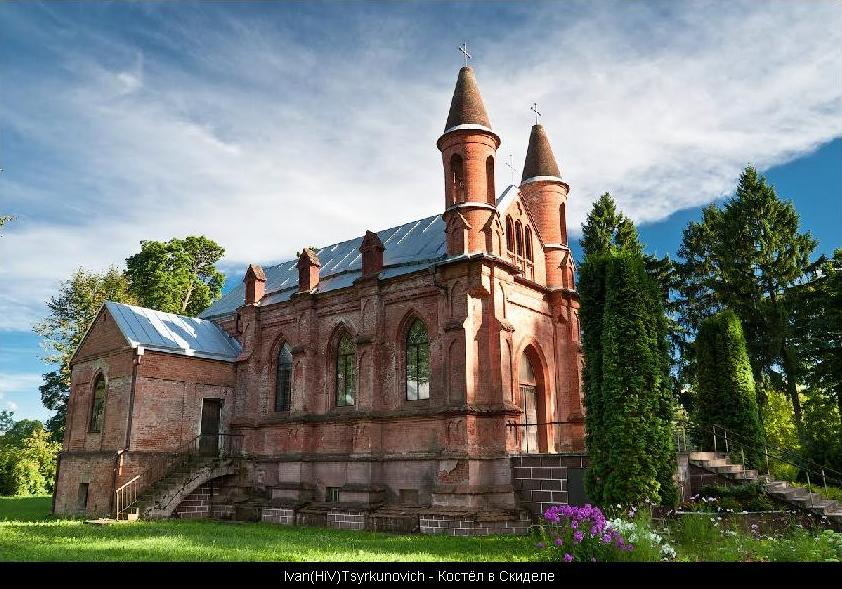
Kaplica pw. Wniebowzięcia Najświętszej Maryi Panny, powszechnie "kaplica książęca".